# Odel Jainaga
Odel Jainaga (ur. 14 października 1997) – hiszpański lekkoatleta specjalizujący się w rzucie oszczepem.
Bez powodzenia startował w mistrzostwach świata U20 (2016) oraz mistrzostwach Europy U23 (2017). Odpadł w kwalifikacjach podczas igrzysk olimpijskich w Tokio (2021).
Medalista mistrzostw Hiszpanii, reprezentant kraju w pucharze Europy w rzutach, drużynowych mistrzostwach Europy oraz meczach międzypaństwowych.
Rekord życiowy: 84,80 (29 maja 2021, Chorzów), rekord Hiszpanii.

## Osiągnięcia
| Rok  | Impreza                                 | Miejsce          | Pozycja           | Wynik |
| ---- | --------------------------------------- | ---------------- | ----------------- | ----- |
| 2016 | Mistrzostwa świata U20                  | Bydgoszcz        | el. – 34. miejsce | 63,63 |
| 2017 | Puchar Europy w rzutach                 | Las Palmas       | 9. miejsce        | 70,60 |
| 2017 | Mistrzostwa Europy U23                  | Bydgoszcz        | el. – 15. miejsce | 69,07 |
| 2017 | Superliga drużynowych mistrzostw Europy | Metropolia Lille | 11. miejsce       | 69,85 |
| 2018 | Puchar Europy w rzutach                 | Leiria           | 5. miejsce        | 76,20 |
| 2018 | Igrzyska środziemnomorskie              | Tarragona        | 8. miejsce        | 63,51 |
| 2021 | Puchar Europy w rzutach                 | Split            | 7. miejsce        | 77,54 |
| 2021 | Superliga drużynowych mistrzostw Europy | Silesia          | 3. miejsce        | 84,80 |
| 2021 | Igrzyska olimpisjkie                    | Tokio            | el. – 29. miejsce | 73,11 |